# Hirschbrunnen (Sauerlach)
Hirschbrunnen bezeichnet eine natürliche Lache im Deisenhofener Forst bei Sauerlach. Der Hirschbrunnen befindet sich direkt neben einem Forstweg, über den er auch von Sauerlach erreichbar ist. Neben einer offenen Kiesgrube ist er das einzige nennenswerte Oberflächengewässer im Deisenhofener Forst.